# Lumbaca-Unayan
Lumbaca-Unayan è una municipalità di quarta classe delle Filippine, situata nella Provincia di Lanao del Sur, nella Regione Autonoma nel Mindanao Musulmano.
La municipalità è stata costituita il 27 novembre 2004 staccandola da quella di Lumbatan.
Lumbaca-Unayan è formata da 9 baranggay:
- Bangon (Dilausan)
- Beta
- Calalon
- Calipapa
- Dilausan
- Dimapaok
- Lumbac Dilausan
- Oriental Beta
- Tringun